# Gijsbrecht Leytens
Gijsbrecht Leytens (ou Gysbrecht Leytens), baptisé le 24 avril 1586 et mort avant 1656, connu comme le Maître des paysages d'hiver, est un peintre flamand spécialisé dans la peinture des paysages d'hiver, influencé par Jan Brueghel l'Ancien et Gillis van Coninxloo.
Il devient membre de la guilde de Saint-Luc d'Anvers en 1611, mais peu de choses sont connues sur sa carrière. Comme ses contemporains à Anvers, Abraham Govaerts et Alexander Keirincx, Leytens peint des paysages boisés peuplés de petites gens. Ses peintures sont en général des scènes d'hiver, connues comme des Winterken ("petit hiver").

## Œuvres
- Paysage d'hiver avec des ramasseurs de bois (après 1617), huile sur panneau, 76 × 112 cm, Mauritshuis, La Haye[2].
- Paysage d'hiver avec patineurs (après 1643), huile sur panneau, 71 × 89 cm, Musée de l'Ermitage, Saint-Petersbourg[3].
- Paysage de montagne boisée avec cascade et voyageurs, huile sur panneau de chêne, 68 × 101 cm, Nationalmuseum, Stockholm[4].
- Paysage d'hiver avec gitans et patineurs, huile sur bois, 80 × 123 cm, Musée des beaux-arts de Nantes[5].
- Paysage d'hiver avec des patineurs et un colporteur, huile sur panneau, 35 × 57 cm, Collection privée, Vente Christie's 1997[6].
- Paysage de neige, collection privée[7].

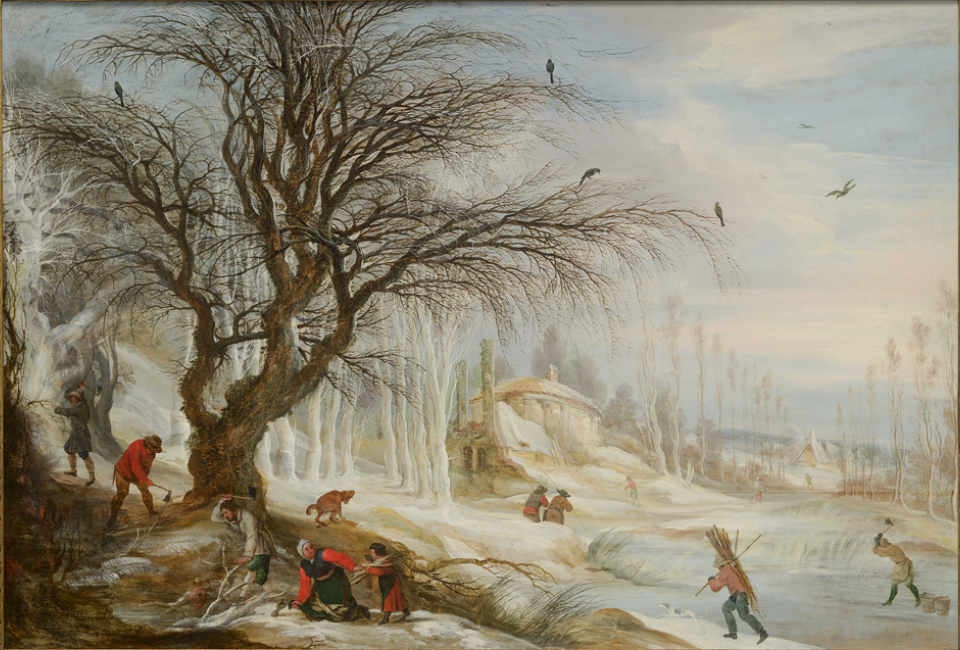
Ramasseurs de bois, Mauritshuis.
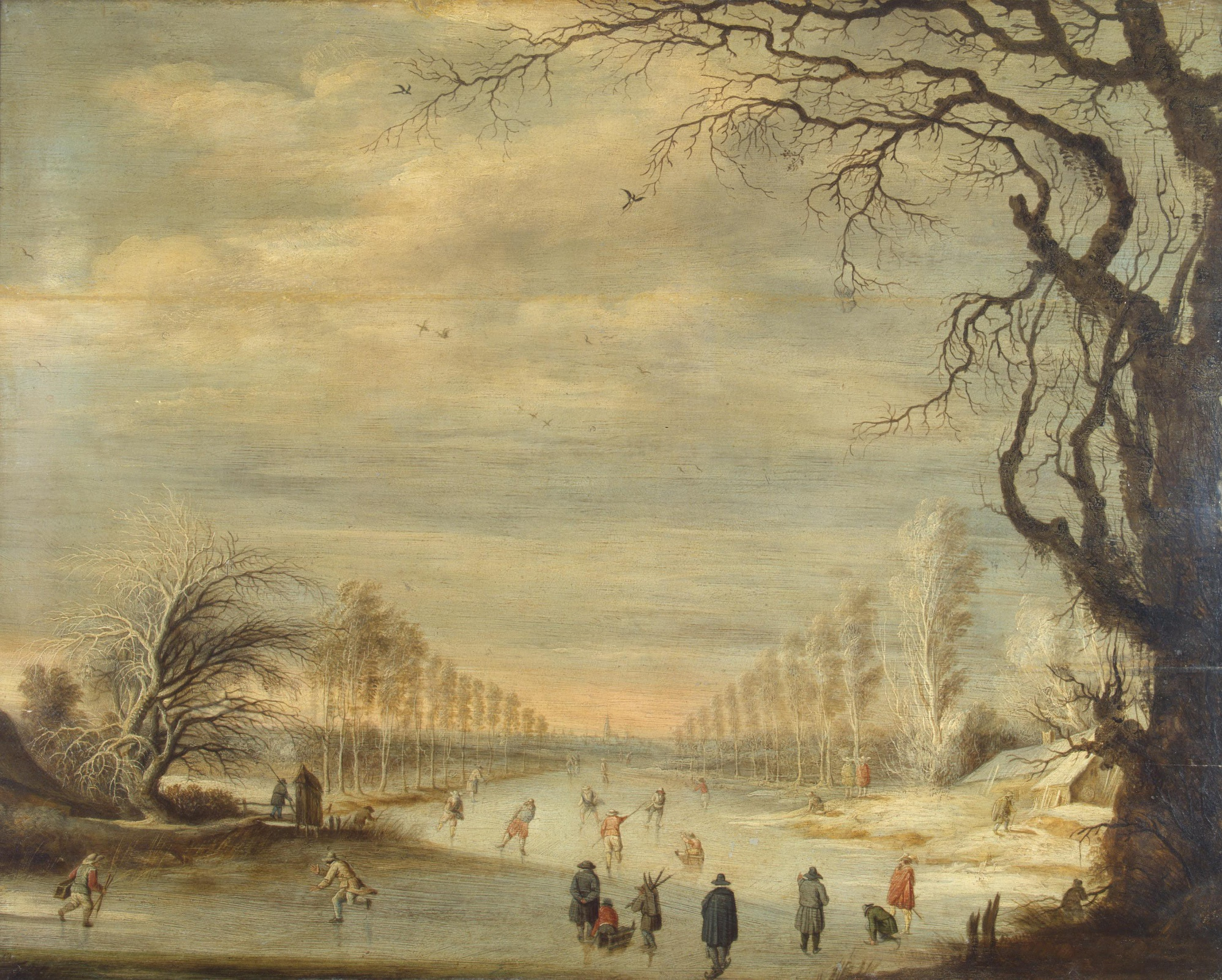
Patineurs, Musée de l'Ermitage.
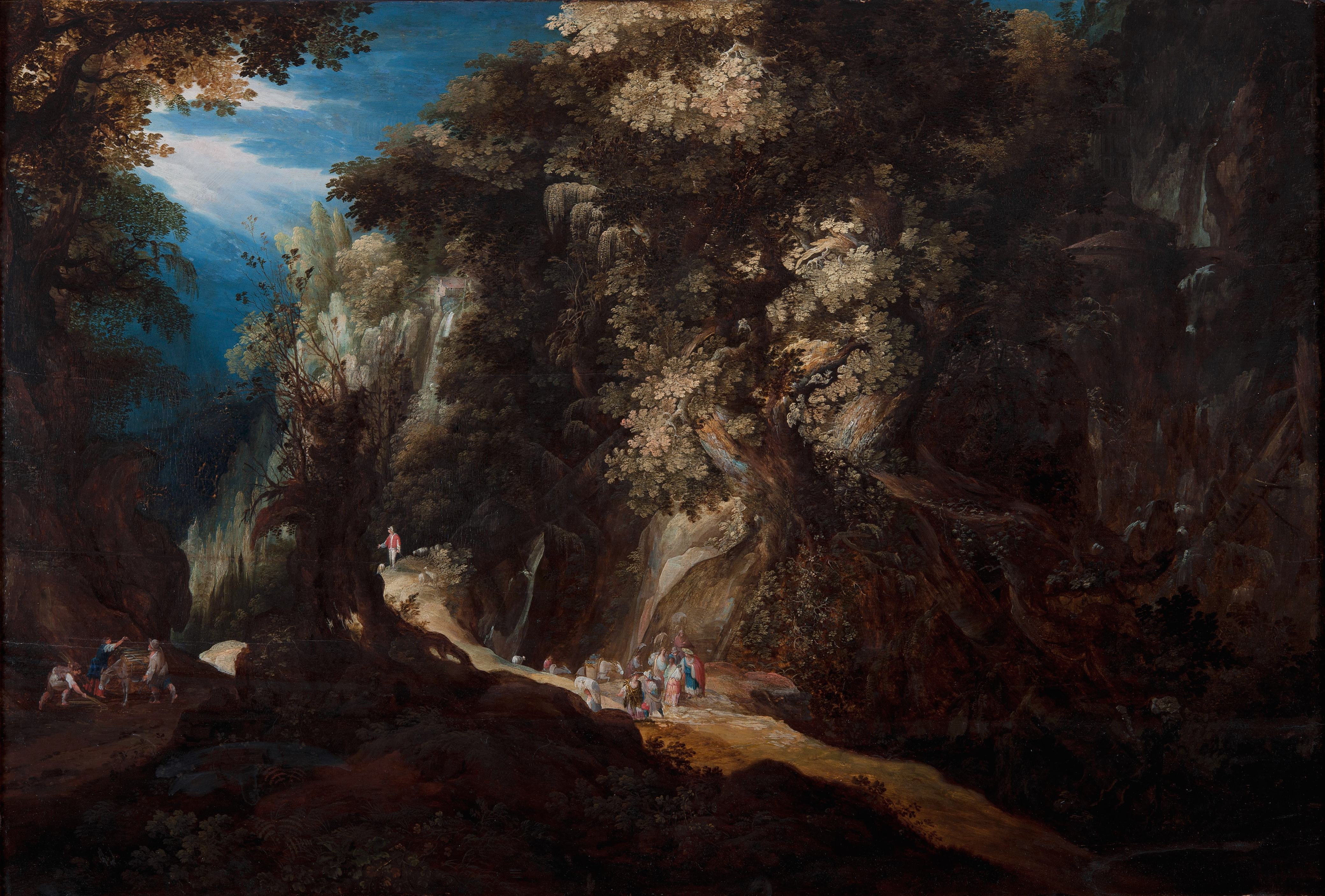
Cascade et voyageurs, Nationalmuseum, Stockholm.
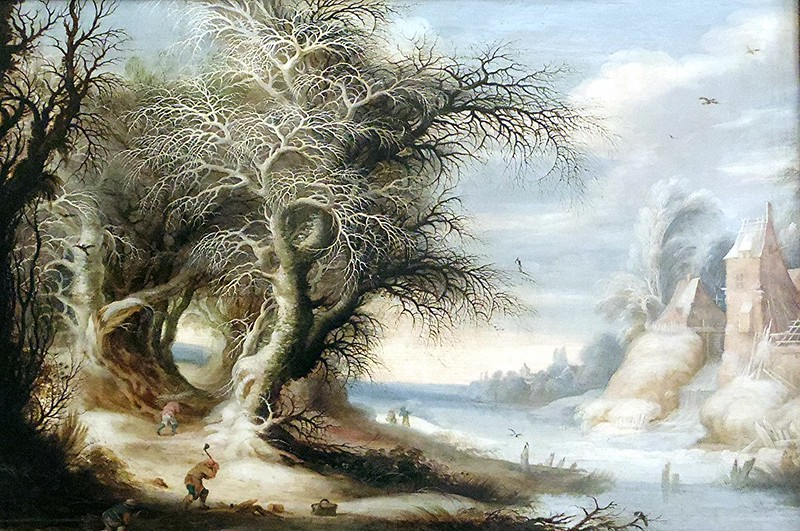
Gysbretch Lytens Paysage d'hiver après 1600, Huile sur bois, 51 x 75 cm, Musée des Beaux-Arts, Nancy